# 1998 HC37
1998 HC37 är en asteroid i huvudbältet som upptäcktes den 20 april 1998 av LINEAR i Socorro County, New Mexico.
Asteroiden har en diameter på ungefär 4 kilometer och den tillhör asteroidgruppen Nysa.